# BellSouth Open 1996 - Qualificazioni doppio
Le qualificazioni del doppio  dell'Heineken Open 1996 sono state un torneo di tennis preliminare per accedere alla fase finale della manifestazione. I vincitori dell'ultimo turno sono entrati di diritto nel tabellone principale. In caso di ritiro di uno o più giocatori aventi diritto a questi sono subentrati i lucky loser, ossia i giocatori che hanno perso nell'ultimo turno ma che avevano una classifica più alta rispetto agli altri partecipanti che avevano comunque perso nel turno finale.
Le qualificazioni del doppio del torneo Heineken Open 1996 prevedevano 4 coppie partecipanti di cui una è entrata nel tabellone principale.

## Teste di serie
1. Vince Spadea /  Christo van Rensburg (Qualificati)

1. Brett Dickinson /  Clinton Ferreira (ultimo turno)

## Qualificati
1. Vince Spadea  /   Christo van Rensburg

## Tabellone

### Legenda
| - Q = Qualificato - WC = Wild card - LL = Lucky loser | - ALT = Alternate - SE = Special Exempt - PR = Protected Ranking | - w/o = Walkover - r = Ritirato - d = Squalificato |

|  | Primo turno | Primo turno                       | Primo turno                       | Primo turno | Primo turno |  |  | Ultimo turno | Ultimo turno                      | Ultimo turno | Ultimo turno | Ultimo turno |  |
|  |             |                                   |                                   |             |             |  |  |              |                                   |              |              |              |  |
|  | 1           | Vince Spadea Christo van Rensburg | Vince Spadea Christo van Rensburg | 6           | 6           |  |  |              |                                   |              |              |              |  |
|  |             | Alberto Martín Jaime Yzaga        | Alberto Martín Jaime Yzaga        | 2           | 1           |  |  | 1            | Vince Spadea Christo van Rensburg | 6            | 5            | 6            |  |
|  | 2           | Brett Dickinson Clinton Ferreira  | 6                                 | 6           | 6           |  |  | 2            | Brett Dickinson Clinton Ferreira  | 3            | 7            | 1            |  |
|  |             | Mark Nielsen Teo Susnjak          | 3                                 | 7           | 2           |  |  |              |                                   |              |              |              |  |